# Estação Sätra
A Estação Sätra é uma das estações do Metropolitano de Estocolmo, situada no condado sueco de Estocolmo, entre a Estação Skärholmen e a Estação Bredäng. Faz parte da Linha Vermelha.
Foi inaugurada em 16 de maio de 1965. Atende a localidade de Sätra, situada na comuna de Estocolmo.

| Oeste ou norte                             |  |              |  | Leste ou Sul                |
| ------------------------------------------ |  | ------------ |  | --------------------------- |
| Bredäng sentido Ropsten metro station (en) |  | Line 13 (en) |  | Skärholmen sentido Norsborg |
| editar no Wikidata                         |  |              |  |                             |